# Bernardo Long
Bernardo Long, vollständiger Name Bernardo Enzo Long Baccino, (* 27. September 1989 in Colonia Valdense) ist ein uruguayischer Fußballspieler.

## Karriere
Der 1,82 Meter große Torhüter Long steht seit der Spielzeit 2010/11 in Reihen des uruguayischen Vereins Rampla Juniors. In den Saisons 2010/11 und 2011/12 lief er in drei bzw. sieben Partien der Primera División auf. 2013/14 bestritt er 32 Spiele in der Segunda División und stieg am Saisonende mit der Mannschaft auf. In der Saison 2014/15 wurde er 27-mal in der höchsten uruguayischen Spielklasse eingesetzt, konnte mit dem Verein die Klasse jedoch nicht halten. Mitte Juli 2015 wurde er bis Jahresende an Deportivo Quito verliehen und absolvierte für die Ecuadorianer neun Spiele in der Primera A. Nachdem er zum Jahresbeginn zunächst zu den Rampla Juniors zurückgekehrt war, wechselte er im Februar 2016 zu den Lincoln Red Imps nach Gibraltar. Spätestens seit Juli 2016 steht er in Reihen des guatemaltekischen Klubs Deportivo Guastatoya und absolvierte dort 46 Ligaspiele. Mitte Juli 2017 verpflichtete ihn der uruguayische Erstligist Racing Club de Montevideo.